# فلاديمير موروزوف (متزلج فني)
فلاديمير موروزوف (بالروسية: Владимир Евгеньевич Морозов)‏ هو متزلج فني روسي، ولد في 1 نوفمبر 1992 في بوتسدام في ألمانيا.

## وصلات خارجية
- فلاديمير موروزوف على موقع الاتحاد الدولي للتزلج (الإنجليزية)
- فلاديمير موروزوف على موقع الاتحاد الدولي للتزلج (الإنجليزية)
- فلاديمير موروزوف على موقع الاتحاد الدولي للتزلج (الإنجليزية)
- فلاديمير موروزوف على موقع اللجنة الأولمبية الدولية (الإنجليزية)
- فلاديمير موروزوف على موقع أوليمبيديا (الإنجليزية)